# Piano Feurich
Tóm lược:
Công ty đàn piano Feurich được thành lập vào năm 1851 tại Leipzig, Đức (nơi chúng được sản xuất cho đến năm 1948) bởi Julius Gustav Feurich (1821–1900) và đã được gia đình vận hành trong 5 thế hệ, trở nên nổi tiếng về chất lượng.
Julius Gustav Feurich và Hermann Heinrich Feurich đã được ban tặng danh hiệu Nhà cung cấp Hoàng gia Saxon (nay thuộc Sachsen, CHLB Đức)
Chắt của Nhà sáng lập - Julius Feurich ở Gunzenhausen, đã không tham gia vào quyền thương hiệu Feurich hoặc sản xuất nhạc cụ Feurich kể từ đầu năm 2012.
Ngày nay, Feurich thuộc sở hữu của một Công ty sản xuất đàn piano Áo có tên Feurich Pianoforte, Wendl & Lung GmbH (Công ty piano Feurich, Wendl & Lung) và phần lớn việc sản xuất được thực hiện tại Trung Quốc.
Kể từ năm 2016, thương hiệu đàn piano Feurich cũng được sản xuất tại Quận 6, Viên (Cộng hòa Áo) và được Công ty Feurich Pianoforte, Wendl & Lung GmbH di dời sang Quận 7.
Feurich là một trong những Công ty piano tuyệt vời nhất của Đức, nhưng đã không may khi được đặt tại một thành phố lớn bị ném bom nặng nề trong Thế chiến II, nhà máy đã bị phá hủy; và điều không may tiếp theo là đã ở Đông Đức, đằng sau Bức màn sắt, trong thời kỳ chia cắt nước Đức khiến xuất khẩu giảm xuống gần như bằng không. Nhà máy đã được đặt lại ở vùng ngoại ô Gunzenhausen (Tây Đức) vào những năm 1960.
Vào năm 2012, Feurich đã được bán cho một Công ty sản xuất đàn piano truyền thống tương tự của Áo có tên là Wendl & Lung, một nhà sản xuất đàn piano từ Viên, thành lập năm 1910. Wendl & Lung đang phát triển lại đàn Piano Feurich và đàn Đại dương cầm, dựa trên cấu trúc tương tự như trước đây. Bắt đầu từ năm 2012, đàn piano Feurich và Đại dương cầm được sản xuất tại Ninh Ba (Trung Quốc), và năm 2016, đàn piano đứng Model-123 được sản xuất tại Viên (Cộng hòa Áo).
Lịch sử:

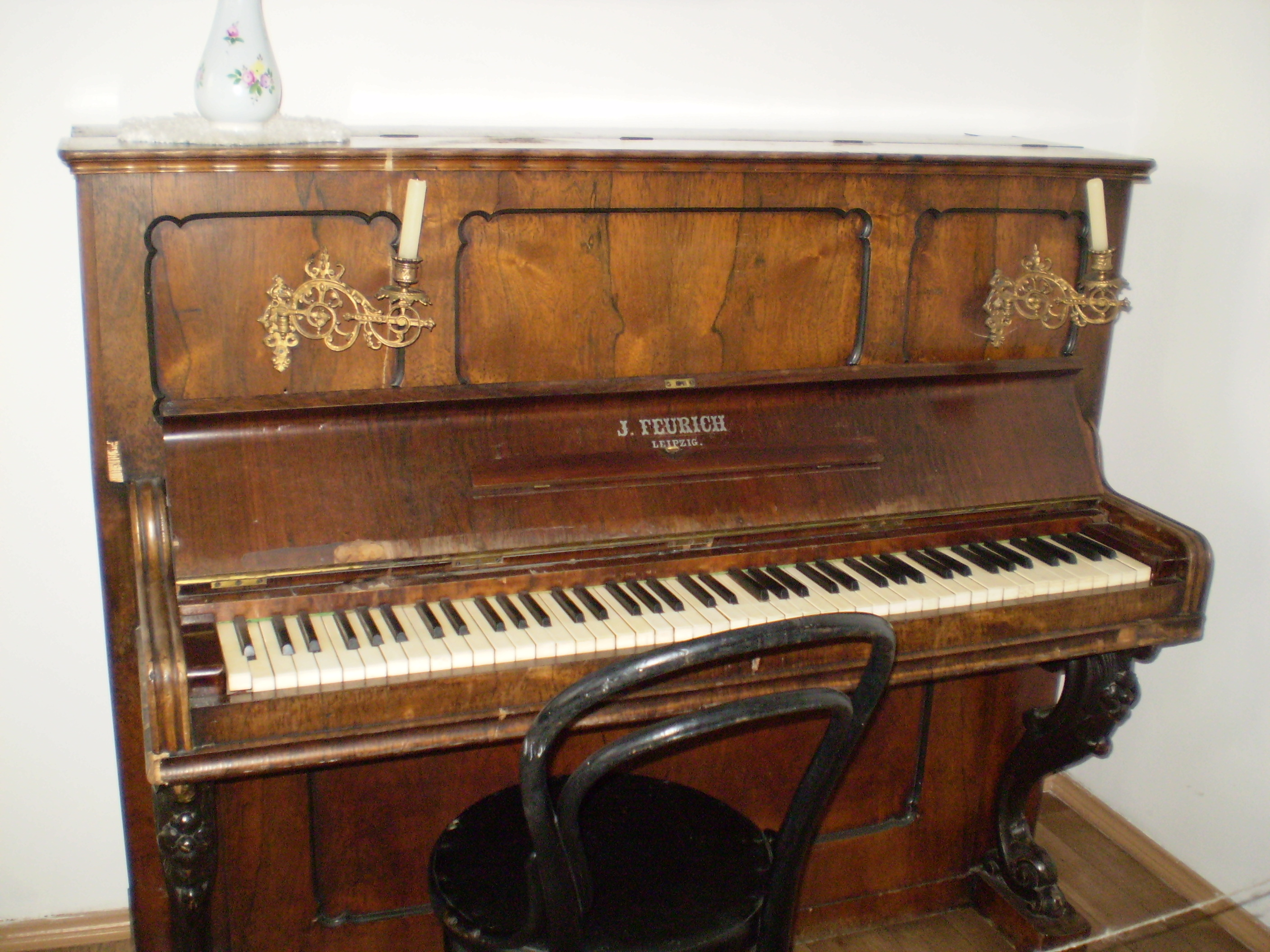
Đàn piano J. Feurich (Bảo tàng Lịch sử, Ulan-Ude)

Làm đàn piano thủ công có một truyền thống lâu đời ở Sachsen. Thành phố Leipzig, cùng với Paris, London và Vienna, là một trong những trụ cột của văn hóa âm nhạc và thủ đô âm nhạc châu Âu của Đế chế Đức. Thêm vào di sản văn hóa vĩ đại của nó, thành phố Leipzig cũng là một địa điểm giao thương nổi bật với rất nhiều tiếp xúc quốc gia và tầng lớp trung lưu thịnh vượng. Tại đây Julius Gustav Feurich đã thành lập nhà máy sản xuất đàn piano Feurich (die Pianofortefabrik Feurich) vào năm 1851.
Đến năm 1860, hơn 400 nhạc cụ đã được sản xuất và bán. Julius Feurich đã làm việc để mở rộng kinh doanh của mình và trong những năm tiếp theo, nhà máy lớn hơn và hiện đại hơn đã được xây dựng cho phép sản xuất số lượng lớn hơn bao giờ hết. Đến thời điểm chuyển giao sang thế kỷ XX, gần 14.000 đàn piano đứng và Đại dương cầm đã được sản xuất. Ngoài Feurich, các nhà sản xuất đàn piano Blüthner, Schimmel, Gebr. Zimmermann, Hupfeld và các ngành công nghiệp liên quan cũng đóng đô tại đây.
Chiến tranh thế giới thứ nhất đã mang lại những thất bại nặng nề, thay vì đàn piano, các hàng hóa chiến tranh khác nhau đã được sản xuất. Đến năm 1919, hơn 34.000 đàn piano và Đại dương cầm (grand piano) được chế tạo.
Trong thời kỳ lạm phát, khi mọi người đổi tiền ngay lập tức để lấy tài sản thực, sản xuất đã chạy hết tốc lực; sau đó, trong cuộc Đại khủng hoảng, khi mọi người phải tiêu tiền của họ vào nhu yếu phẩm, sản xuất đã giảm xuống một phần. Trong thời gian này, Feurich cũng sản xuất vỏ cho các bộ đàm.
Sau chiến tranh, việc sửa chữa được tiến hành, và chỉ đến năm 1950, những nhạc cụ mới lại được xuất xưởng. Tháng 6 năm 1951, Julius Feurich trốn sang Tây Đức, nơi ông được nhận vào nhà máy sản xuất đàn piano Euterpe ở Mittelfranken và trở thành cổ đông. Đàn piano của thương hiệu Feurich đã được sản xuất ở đó. Các cơ quan nhà nước của CHDC Đức đã khiến Julius Feurich, người có quyền quản lý ở Leipzig, khó tiếp tục hoạt động ở Langlau. Năm 1958, ông được khuyên nên để công ty quốc hữu hóa. Các thành viên của gia đình Feurich còn ở lại CHDC Đức cũng trốn sang Phương Tây. 1959 Công ty Julius Feurich Pianofortefabrik GmbH (công ty chế tạo piano Julius Feurich) được thành lập ở Tây Đức.
Với sự ra đời của các nhà máy sản xuất đàn piano Nhật Bản Yamaha và Kawai, các nhà sản xuất Đức ngày càng khó giữ được số lượng. Năm 1991, công ty Euterpe - và trong đó có một phần của Feurich - đã được tiếp quản bởi Công ty Bechstein. Các nhạc cụ ban đầu được sản xuất tại Berlin. Giám đốc điều hành của Feurich, Julius Matthias Feurich, không vui khi tên công ty của công ty Feurich chỉ đóng vai trò cấp dưới, vì vậy, năm 1993, ông đã mua lại cổ phần Fechrich thuộc công ty Bechstein.
Năm 1994, sau 3 năm ngừng hoạt động, Feurich đã trưng bày một lần nữa trong gian hàng riêng của mình tại Hội chợ âm nhạc Frankfurt. Những nhạc cụ này ban đầu được sản xuất tại Rönisch, Leipzig, cho đến khi việc xây dựng công ty riêng của họ ở Gunzenhausen, gần Nürnberg, được hoàn thành, nơi mà từ năm 1999 đến 2009, tất cả các cây đàn piano Feurich và Đại dương cầm (grand piano) đều được làm thủ công bởi những người thợ chế tạo đàn piano có chuyên môn.
Đến năm 1998, công ty Feurich đã sản xuất 76.210 nhạc cụ. Sau đó, 02 Model đàn piano đứng - kích thước 118 cm và 123 cm - đã được chế tạo; cũng như 02 Model Đại dương cầm (grand piano) - kích thước 172 cm và 227 cm - cũng đã được sản xuất với số lượng nhỏ.
Trong năm 2010 và 2011, có sự hợp tác giữa Công ty của Viên (Cộng hòa Áo) là Wendl & Lung và Công ty Feurich Klavier- und Flügelfabrikation GmbH (Công ty chế tạo Piano và Đại dương cầm Feurich). Mục đích là để mở rộng danh mục đầu tư: một mặt, một phân khúc giá rẻ được phục vụ bởi các sản phẩm từ sản xuất của Trung Quốc, đồng thời tiếp tục cung cấp đàn piano và Đại dương cầm (grand piano) làm thủ công từ dây chuyền sản xuất ở Gunzenhausen.
Do sự phát triển kinh tế của sản xuất ở Gunzenhausen, cuối năm 2011, nó đã phải đóng cửa, và từ ngày 1 tháng 1 năm 2012, việc hợp tác lại đã kết thúc. Năm 2010, Công ty ở Viên (Áo) đã tiếp quản phần lớn cổ phần của Feurich cũng như quyền thương hiệu trên toàn thế giới. Năm 2012, công ty ở Viên đã hoàn toàn tiếp quản Công ty Feurich. Các địa điểm sản xuất của Feurich hiện ở nhà máy Hailun, Ninh Ba (Trung Quốc) và Viên (Cộng hòa Áo)
Julius Feurich vẫn là giám đốc điều hành của JF Pianofortemanufaktur GmbH (Công ty chế tạo đàn piano JF), không liên kết với Feurich Klavier- und Flügelfabrikation GmbH (Công ty chế tạo piano và Đại dương cầm Feurich) và sau đó bán sản phẩm của mình dưới nhãn hiệu "JF".
Model đàn piano đứng (upright piano) và Đại dương cầm (grand piano):
Các Model đàn piano đứng và Đại dương cầm sau đây được sản xuất tại Trung Quốc:
Model đàn đứng:
- Mod. 115 Premiere
- Mod. 122 Universal
- Mod. 125 Design
- Mod. 133 Concert

Model Đại dương cầm:
- Mod. 162 Dynamic I
- Mod. 179 Dynamic II
- Mod. 218 Concert

Đàn piano đứng (upright piano) sản xuất tại Áo:
Model 123 Vienna